# Центральный дом культуры железнодорожников
Эта статья про Центральный дом культуры железнодорожников, вы могли искать статью про Центральный дом детей железнодорожников.
Центральный дом культуры железнодорожников (ЦДКЖ) — театрально-концертный зал в Красносельском районе Москвы, входящий в комплекс Казанского вокзала. Основан в 1927 году.
Центральный дом культуры железнодорожников находится по адресу Комсомольская площадь, дом 2, строение 1. Находится на балансе ОАО «РЖД».

## История
К 1927 году, получив денежную поддержку от Наркомата путей сообщения, дорожного комитета и центрального комитета Союза железнодорожников, завершено строительство Центрального дома культуры железнодорожников, одна из частей Каланчёвской площади, по проекту архитектора А. В. Щусева. Здесь находился клуб Октябрьской революции для участников профсоюза железнодорожников. Называли его «образцовый рабочий клуб-театр». До этого здесь был дом Общества потребителей служащих Московско-Казанской железной дороги. В комнате для зрителей было 1200 стульев. В фойе находились служебные комнаты Казанского вокзала. В 1940 году архитектор переформировал служебные помещения.
Основное назначение ЦДКЖ — проведение культурно-массовых и зрелищных мероприятий для железнодорожников, а также для всех желающих зрителей. В их числе — торжественные собрания, концерты, спектакли, антрепризы, праздники для детей и взрослых. Используется профессиональными артистами как популярная и вместительная сценическая и репетиционная площадка в центре Москвы. Культурной деятельностью театрально-концертного зала руководит главный режиссёр ЦДКЖ.
ЦДКЖ имеет большой зрительный зал вместимостью 700 мест со сценой, обширные и богато оформленные произведениями искусства фойе для зрителей, репетиционный зал с паркетом для занятий танцами, комплекс служебных помещений, включая гримёрки, другие залы и комнаты для художественной самодеятельности и творчества, клубной и кружковой работы с детьми и взрослыми, мастерские, буфеты, раздевалки, административные кабинеты. Часть залов используется для проведения семинаров, совещаний, банкетов, корпоративов. Среди артистов, регулярно выступающих в ЦДКЖ, цвет российской эстрады — от Аллы Пугачёвой (сольный дебют певицы 14 мая 1974 года состоялся на сцене ЦДКЖ) до Валерия Меладзе и Григория Лепса. Во время московских гастролей (до переезда ленинградского Театра миниатюр в столицу) ЦДКЖ был излюбленной площадкой Аркадия Райкина.
В советское время на сцене ЦДКЖ многократно проходили чемпионаты СССР по шахматам.

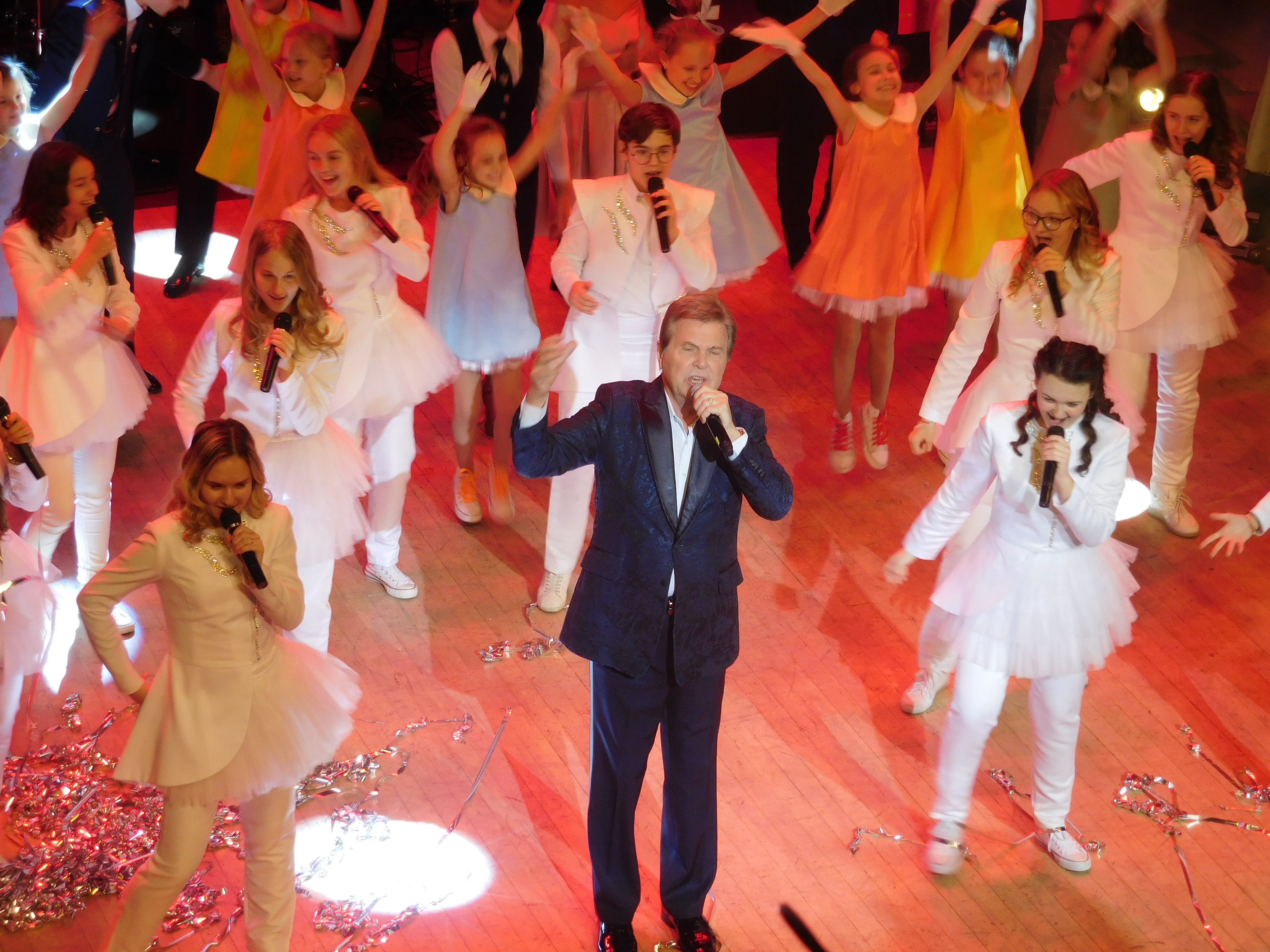
Юбилейный концерт 90-летия ЦДКЖ с участием Льва Лещенко и юных студийцев. 30 ноября 2017

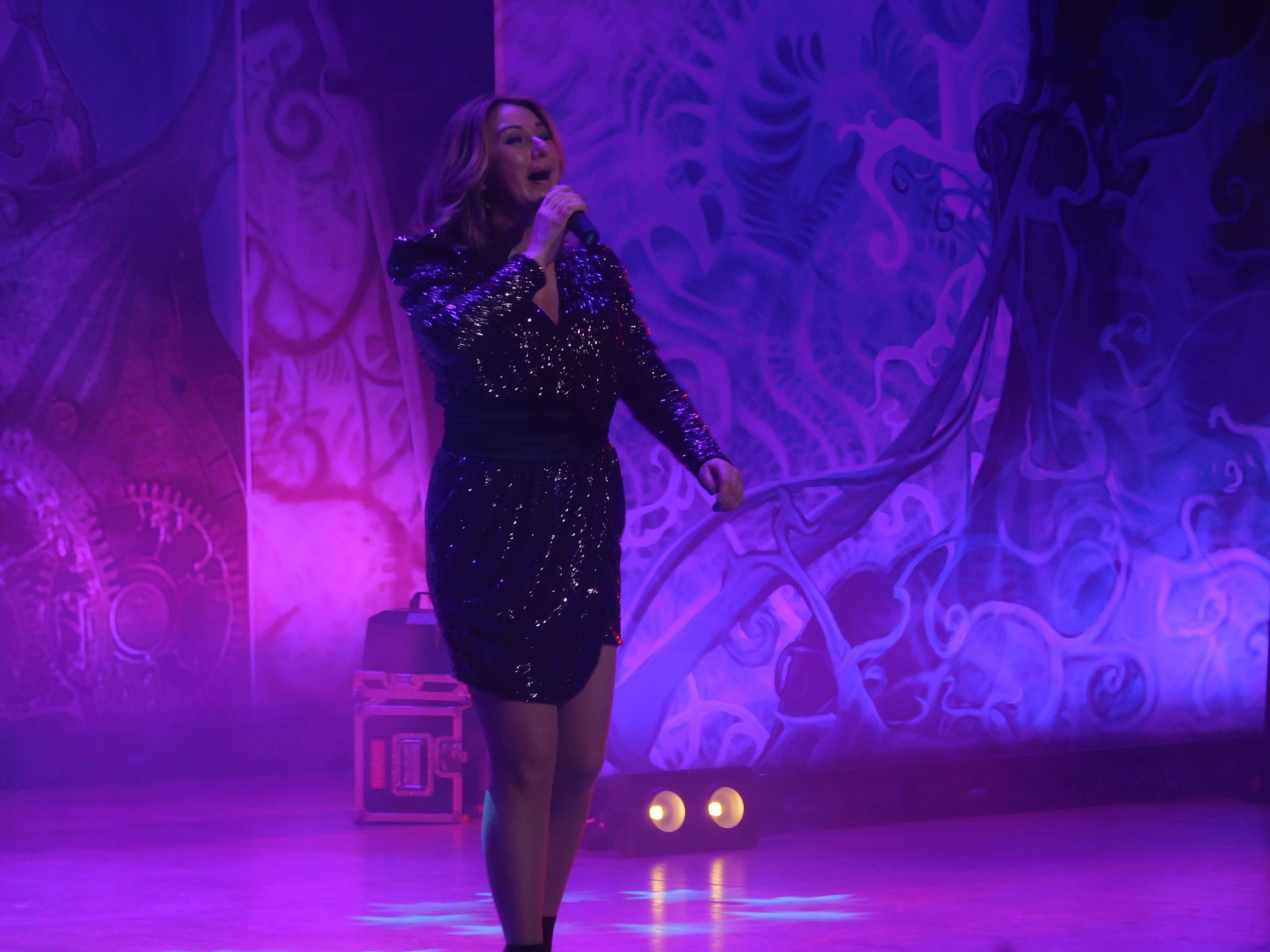
На сцене ЦДКЖ Алёна Апина,
28 декабря 2018

30 ноября 2017 года концертом с участием Льва Лещенко, Дмитрия Харатьяна, ансамбля «Самоцветы» и своих юных воспитанников ЦДКЖ отметил 90-летие.

## Творческие коллективы
В ЦДКЖ базируются творческие коллективы — театр эстрадного танца «Латинский квартал» и ансамбль народного танца «Ку́дринка».
Ансамбль народного танца «Ку́дринка» основан в 1974 году В.В. Матвеевым. С 1994 года в составе коллектива, насчитывающего ныне более 70 человек, начали работать и детские группы. В основе репертуара «Кудринки» танцы народов России (русские хороводы, плясовые, переплясы ) и других стран (украинские, белорусские, молдавские, испанские, мексиканские, венгерские), а также
современны танцы стилях (степ, народная стилизация, джаз, модерн).
«Кудринка» ежегодно даёт сольные концерты на сцене Центрального Дома Культуры Железнодорожников, 
является лауреатом и дипломантом российских и международных фестивалей и конкурсов («Любимый город», «В мире танца», «Салют Победы», «Cathy Roe Ultimate Dance Competition»), выезжала на гастроли в Германию и в США.

## Архитектура
Архитектор А. В. Щусев и инженер Г. Г. Карлсен. Здание выдержано в эпохе «нарышкинского» барокко, о чём свидетельствуют белокаменные «гребешки», которые украшали церкви в XVII веке. Зрительный зал граничит с площадью. Карлсен украсил здание полукольцом из железобетона.

## Легенда
Согласно легенде, профинансировал строительство купец 1-й гильдии Николай Дмитриевич Стахеев. Он после революции 1917 года уехал во Францию. В 1918 году вернулся за остальной частью нажитого капитала. Его поймали работники ГПУ, которые поставили условие: он отдаёт деньги, а взамен ему предоставляют пенсию и возможность уехать. Об этом писала газета «Гудок». В ней работали И. Ильф и Е. Петров. Впоследствии история запечатлена в книге «Двенадцать стульев». Отрывок:
Очутившись на улице, Ипполит Матвеевич насупился…
– Ходют тут, ходют всякие, – услышал Воробьянинов над своим ухом.
Он увидел сторожа…
…Ипполит Матвеевич страдальчески смотрел на румяного старика…
— Где же драгоценности? — закричал предводитель…

— Да вот они! — закричал румяный страж… – …Клуб на них построили, солдатик! Видишь?.. Паровое отопление, шахматы с часами, буфет, театр, в галошах не пускают!..

Ипполит Матвеевич оледенел…

## Галерея

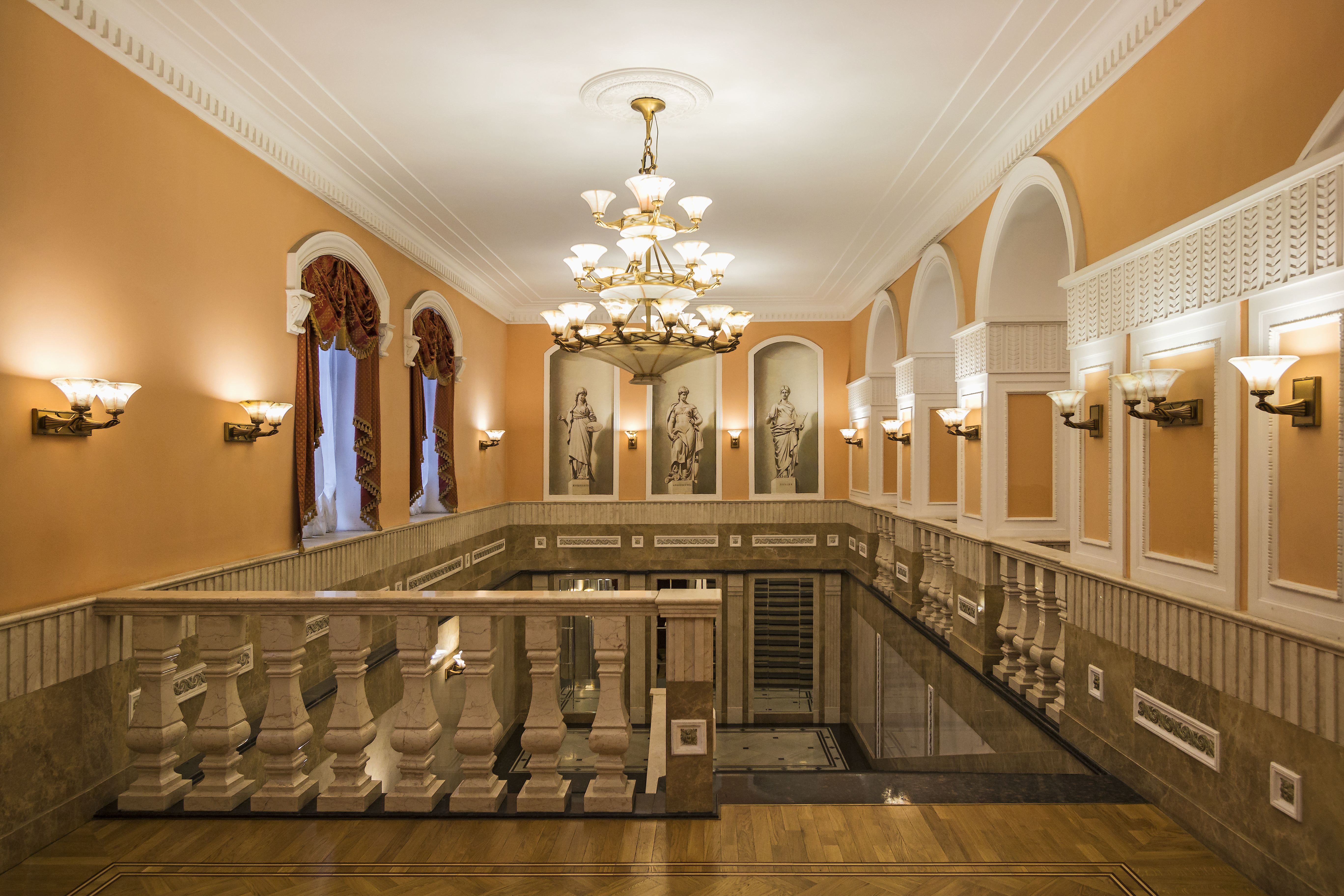
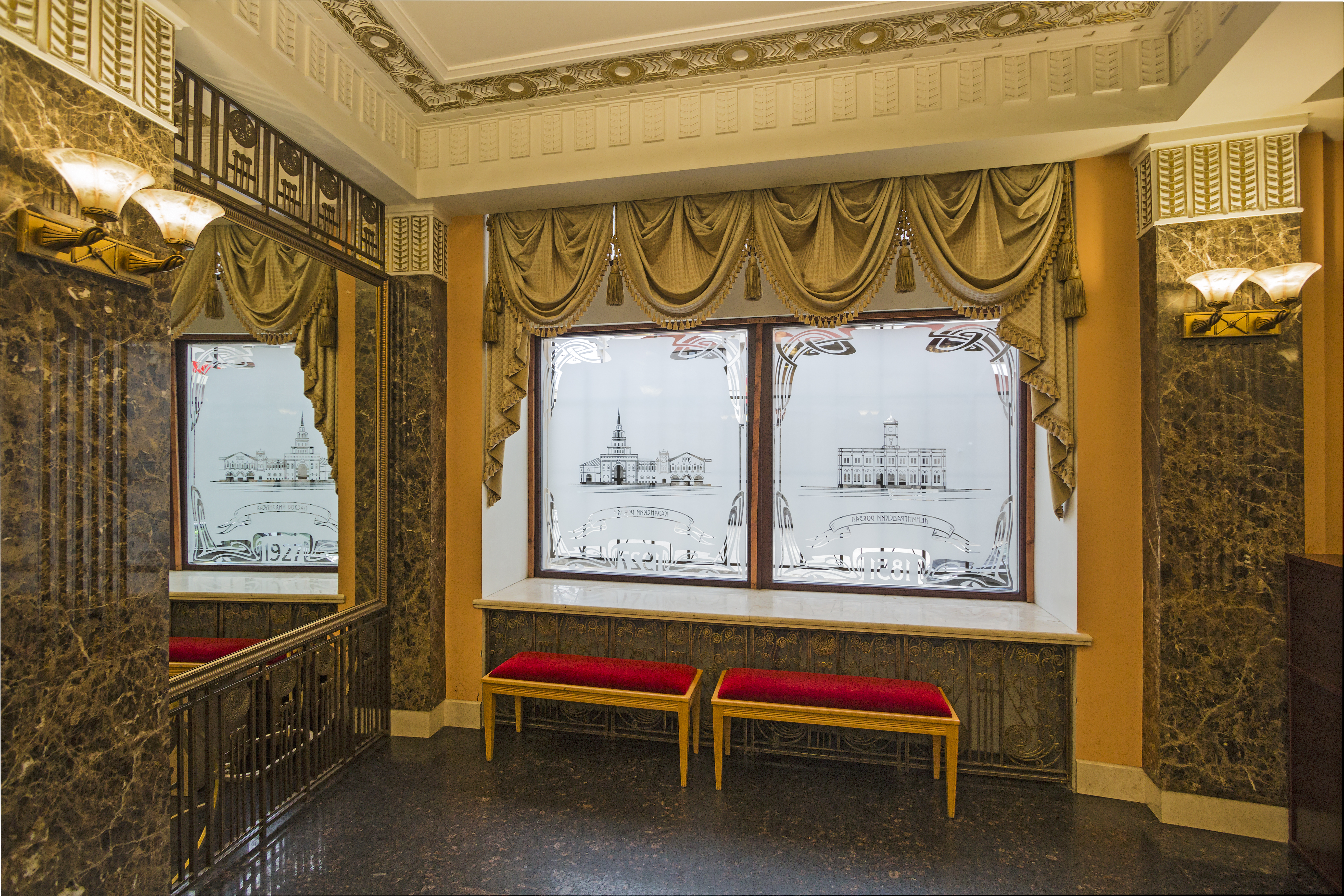
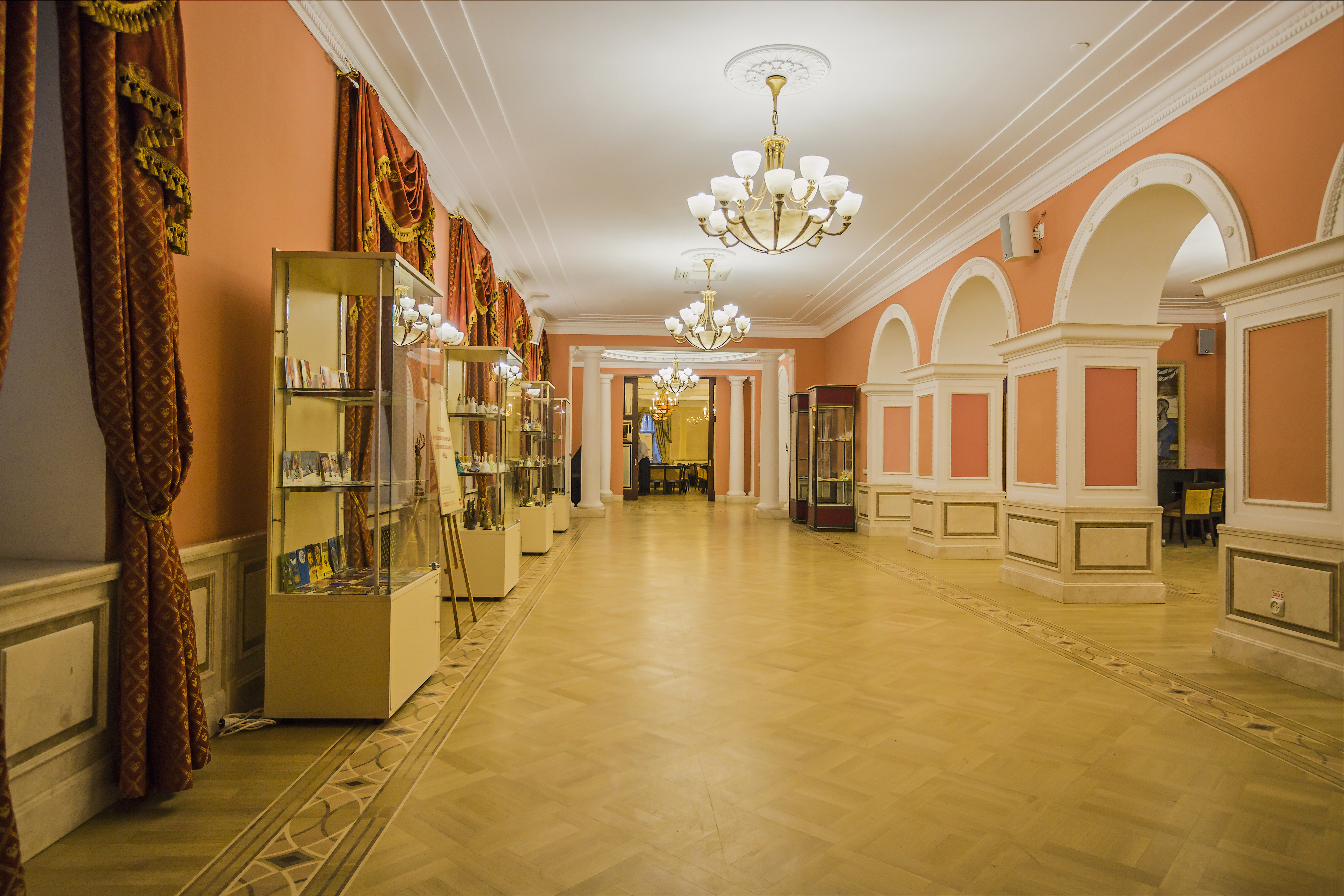